# Jambon (Pulokulon)
Jambon is een bestuurslaag in het regentschap Grobogan van de provincie Midden-Java, Indonesië. Jambon telt 7365 inwoners (volkstelling 2010).